# Ensenada Echeverry
Ensenada Echeverry är en vik i Antarktis. Den ligger i Västantarktis, på den centrala västra delen av Doumeröns norra kust. Doumerön tillhör Palmerarkipelagen som ligger väster om den Antarktiska halvön. Viken öppnar sig mot Neumayerkanalen. Viken namngavs av chilenska forskare efter marinbiologen Héctor Echeverry, som var en av deltagarna i den femte chilenska antarktiska expeditionen (1950–1951). Men i Argentina kallas viken för Ensenada Sarandi. Bakgrunden till det argentinska namnet är inte känd.
Argentina, Chile och Storbritannien gör anspråk på området.